# Parafia św. Wita w Karczewie
Parafia św. Wita w Karczewie – parafia rzymskokatolicka należąca do dekanatu Otwock-Kresy, diecezji warszawsko-praskiej, metropolii warszawskiej Kościoła katolickiego. 
Powstała w 1488 lub 1541 roku.

## Zasięg parafii
Do parafii należą wierni z następujących miejscowości: Brzezinka, Janów, Karczew (część), Ostrówiec, Otwock Mały.

## Kościół parafialny
Kościół parafialny został zbudowany w latach 1732–1737 w stylu barokowym, najprawdopodobniej według projektu  Guido Antonio Longhiego (projekt przypisywano błędnie Jakubowi Fontanie). Mieści się przy ulicy Księdza Władysława Żaboklickiego i znajduje się na osi barokowej z pałacem w Otwocku Wielkim.

## Cmentarz
- Cmentarz parafialny w Karczewie